# Pachyurus adspersus
Pachyurus adspersus är en fiskart som beskrevs av Steindachner, 1879. Pachyurus adspersus ingår i släktet Pachyurus och familjen havsgösfiskar. Inga underarter finns listade i Catalogue of Life.